# Винсент Янсен
Винсент Янсен е нидерландски футболист, нападател на ФК Антверп и националния отбор на Нидерландия. Голмайстор на Ередивизи за сезон 2015/16 с 27 гола. Носител е на награда „Йохан Кройф“ за най-добър млад играч в шампионата на Холандия същия сезон.
Играе еднакво добре и с двата крака, силните му страни са движението по терена и създаването на възможости за съотборниците си. Често е сравняван с Рууд ван Нистелрой.

## Кариера
Като юноша тренира в школите на НЕК Ниймеген и Фейенорд. През 2013 г. в състава на Фейенорд става шампион в първенството до 19 г. Във финалния мач Янсен отбелязва хеттрик. Въпреки това, нападателят не е смятан за перспективен играч и така и не заиграва в първия отбор на тима от Ротердам. След като е освободен, Янсен преминава във втородивизионния Алмер Сити. В първия си сезон младият играч оставя добри впечатления с 10 отбелязани гола, а във втория резултатността му се увеличава с 19 гола.
През лятото на 2015 г. преминава в АЗ Алкмаар. Първия си гол за отбора вкарва в Лига Европа срещу Истанбул ББ. В първенството обаче Янсен записва 368 минути без отбелязан гол. Сушата прекъсва през октомври, когато Винсент е точен срещу Твенте. Винсент си спечелва славата на един от най-добрите играчи в Ередивизи, след като само през втория полусезон нанизва 20 гола, включително хеттрик срещу юношеския си тим Фейенорд. С 27 гола нападателят става голмайстор на първенството, ставайки най-младият играч с над 25 гола от Роналдо насам. В края на сезона печели наградата „Йохан Кройф“ за най-добър млад играч в шампионата.
През март 2016 г. Винсент дебютира в националния отбор на Нидерландия в мач с Франция. Първия си гол за „лалетата“ вкарва на Англия за победата с 2:1 в приятелска среща.
На 12 юли 2016 г. преминава в Тотнъм за 20 милиона евро, ставайки най-скъпо продаденият играч от АЗ.

## Статистика
| Клуб              | Сезон             | Първенство        | Първенство | Първенство | Купа   | Купа   | Евротурнири | Евротурнири | Други  | Други  | Общо   | Общо   |
| Клуб              | Сезон             | Дивизия           | Мачове     | Голове     | Мачове | Голове | Мачове      | Голове      | Мачове | Голове | Мачове | Голове |
| ----------------- | ----------------- | ----------------- | ---------- | ---------- | ------ | ------ | ----------- | ----------- | ------ | ------ | ------ | ------ |
| Алмер Сити        | 2013 – 14         | Еерсте Дивизи     | 35         | 10         | 1      | 0      | —           | —           | —      | —      | 36     | 10     |
| Алмер Сити        | 2014 – 15         | Еерсте Дивизи     | 34         | 19         | 2      | 2      | —           | —           | 2      | 1      | 38     | 22     |
| Алмер Сити        | Общо              | Общо              | 69         | 29         | 3      | 2      | 0           | 0           | 2      | 1      | 74     | 32     |
| АЗ Алкмаар        | 2015 – 16         | Ередивизи         | 34         | 27         | 5      | 1      | 10          | 3           | 0      | 0      | 49     | 31     |
| Тотнъм            | 2016 – 17         | Висша лига        | 0          | 0          | 0      | 0      | 0           | 0           | 0      | 0      | 0      | 0      |
| За цялата кариера | За цялата кариера | За цялата кариера | 103        | 56         | 8      | 3      | 10          | 3           | 2      | 1      | 123    | 63     |